# Derby (Einzylindermodell)
Das Einzylindermodell von Derby war ein nur kurze Zeit hergestellter Pkw dieser Marke in Frankreich.

## Beschreibung
Der Derby mit dem Einzylinder-Zweitaktmotor mit 497 cm³ Hubraum wurde nur 1924 gebaut. Motorenhersteller war Chapuis-Dornier, der in dem Jahr auch die anderen Motoren an Derby lieferte.
Aufgrund des kleinen Hubraums und des geringen Leergewichts von unter 350 kg wurde das Fahrzeug als Cyclecar eingestuft. Daher betrug die jährliche Kraftfahrzeugsteuer in Frankreich nur 100 Franc.
Der offene Wagen bot Platz für zwei Personen. Bekannt ist eine Ausführung mit Spitzheck.